# 루비리지구
루비리지구(Rubirizi)는 우간다의 구로 행정 중심지는 루비리지이며 면적은 994.8km2, 인구는 124,400명(2012년 기준)이다. 행정 구역상으로는 서부 주에 속한다. 북쪽으로는 카세세 구, 북동쪽으로는 캄웽게 구, 동쪽으로는 이반다 구, 남동쪽으로는 부흐웨주 구, 남쪽으로는 부셰니 구, 남서쪽으로는 루쿵기리 구, 서쪽으로는 콩고 민주 공화국과 접한다.

## 같이 보기
- 서부주 (우간다)
- 우간다의 행정 구역